# Anisostachya vohemarensis
Anisostachya vohemarensis är en akantusväxtart som beskrevs av Raymond Benoist. Anisostachya vohemarensis ingår i släktet Anisostachya och familjen akantusväxter. Inga underarter finns listade i Catalogue of Life.